# Henicorhynchus
Henicorhynchus — рід переважно дрібних прісноводних риб родини коропові (Cyprinidae). Водяться в Південно-Східній Азії: Таїланд, Китай (Юньнань), Лаос, Камбоджа, В'єтнам. Максимальний розмір: 26,6 см загальної довжини (Henicorhynchus caudimaculatus).
Рід включає такі види:
- Henicorhynchus caudiguttatus  (Fowler, 1934)
- Henicorhynchus caudimaculatus  (Fowler, 1934)
- Henicorhynchus entmema  (Fowler, 1934)
- Henicorhynchus ornatipinnis  (Roberts, 1997)
- Henicorhynchus siamensis  (Sauvage, 1881)
- Henicorhynchus thaitui  Nguyen, Ho, Hoang, Wu & Zhang, 2020